# 도반
도반은 대한민국의 음악 그룹이다. 2021년 싱글 《Sarah》로 데뷔했다.

## 음반
- Sarah (2021)
- L.E.D (2021)